# Alfonso Soriano
Pour les articles homonymes, voir Soriano (homonymie).
Alfonso Guilleard Soriano (né le 7 janvier 1976 à San Pedro de Macorís, République dominicaine) est un voltigeur de baseball qui évolue dans les Ligues majeures de 1999 à 2014.
Après avoir amorcé sa carrière avec les Yankees de New York, il a joué pour les Rangers du Texas, les Nationals de Washington et les Cubs de Chicago avant de retourner en 2013 à sa première équipe. Soriano est invité 7 fois au match des étoiles et est nommé meilleur joueur du match d'étoiles de 2004. Ses qualités offensives lui valent 4 Bâtons d'argent. Gagnant de la Série mondiale avec New York en 1999 et 2000, il joue aussi en finale, mais dans une cause perdante, en 2001 et 2003. En 2002, Soriano est le champion voleur de but de la Ligue américaine. Il entre 4 fois dans le club 30-30 (30 coups de circuit et 30 buts volés en une saison) et en 2006 il devient l'un des rares joueurs, et le dernier en date, à faire partie du club 40-40, avec une année de 46 circuits et 41 vols de buts chez les Nationals de Washington.
Il est cité dans l'affaire des Panama Papers en avril 2016.

## Carrière

### Yankees de New York

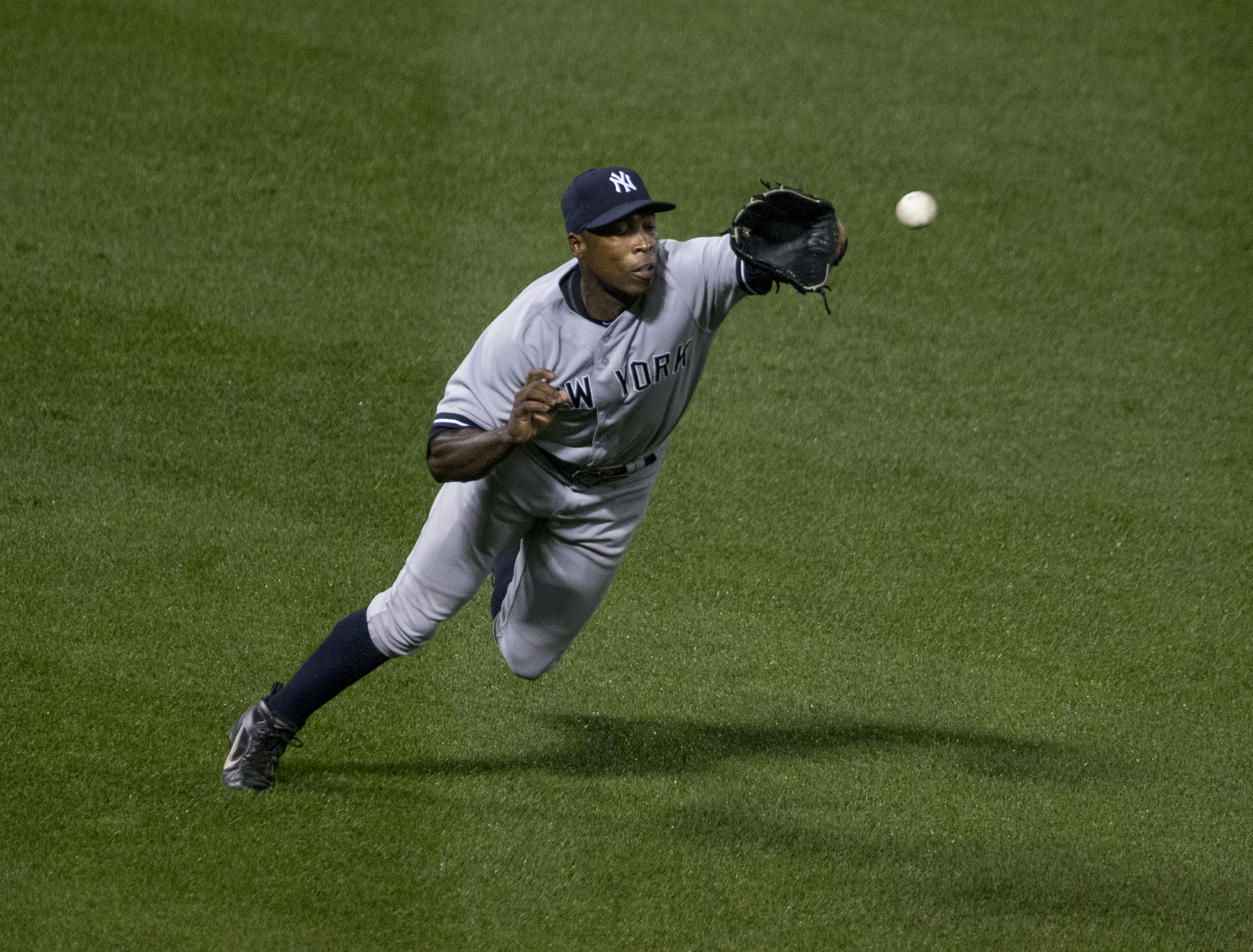
Alfonso Soriano en défensive avec les Yankees.

Alfonso Soriano est récruté le 29 septembre 1998 par les Yankees de New York en provenance du club japonais d'Hiroshima Toyo Carp. Il fait ses débuts en Ligue majeure le 14 septembre 1999.
Avec les Yankees, il a joué la Série mondiale en 2001 où il a frappé un coup de circuit face à Curt Schilling, le lanceur des Diamondbacks de l'Arizona. Les Yankees menaient contre les Diamondbacks 3 points à 2 jusqu'à la 9e manche où Luis González a frappé un simple pour remporter la série.

### Rangers du Texas
Transféré en 2001 chez les Rangers du Texas, Soriano y accumule six coups sûrs en un match, le premier joueur des Rangers à le faire. Cette même année, il est élu dans l'équipe des étoiles comme joueur de deuxième but. À sa première présence au bâton, il frappe un circuit à trois points pour mener la Ligue américaine à la victoire. À la fin du match, il est élu le meilleur joueur du match des étoiles.

### Nationals de Washington

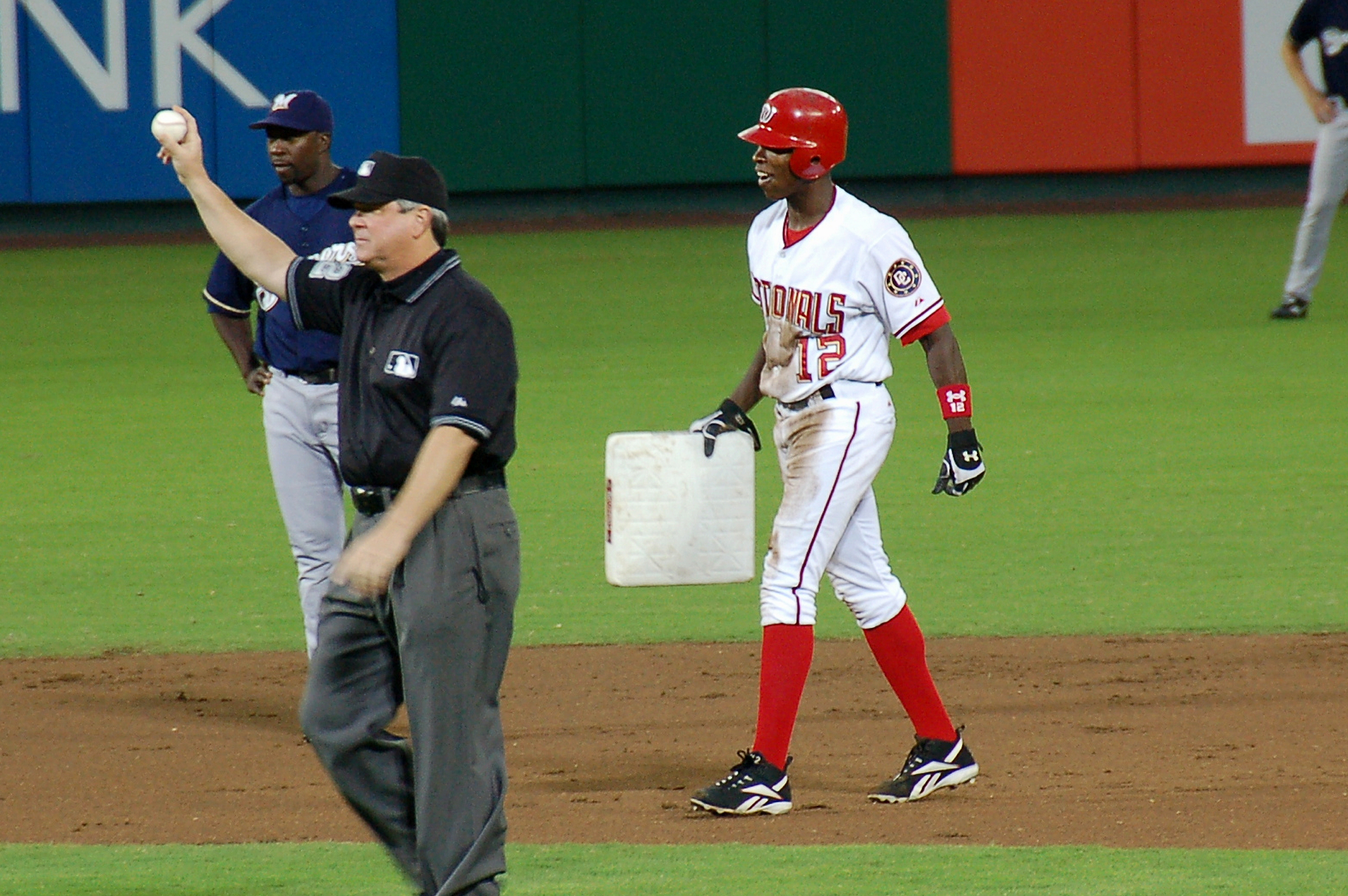
Le 16 septembre 2006, Alfonso Soriano vole son 40e but de la saison pour devenir le 4e joueur de l'histoire à entrer dans le club 40-40.

Le 8 décembre 2005, Texas cède Soriano aux Nationals de Washington en retour du voltigeur et premier but Brad Wilkerson, du voltigeur Terrmel Sledge et du lanceur droitier Armando Galarraga.
En 2006 chez les Nationals, Soriano produit sa meilleure saison avec 46 circuits, 41 doubles et 41 buts volés. Le 16 septembre, il devient le 4e joueur de l'histoire du baseball majeur (après Jose Canseco, Barry Bonds et Alex Rodriguez) à entrer dans le « club 40-40 », la liste des joueurs ayant volé 40 buts et frappé 40 circuits lors de la même saison. Il devient le seul joueur à frapper 40 doubles, 40 circuits et voler 40 buts dans la même saison[réf. nécessaire]. Ses 46 circuits constituent le plus grand total pour un joueur qui a volé 40 buts[réf. nécessaire]. Son entrée dans le club 40-40 est une première dans l'histoire de la franchise des Nationals (incluant les années jouées à Montréal). 
Soriano a également eu des disputes avec le manager Frank Robinson qui lui a demandé d'entrer dans une partie comme voltigeur de gauche alors que Soriano a joué comme joueur de deuxième but pour les Yankees et les Rangers. Il a d'abord refusé de jouer et a donc risqué d'annuler son contrat[réf. nécessaire], mais a enfin pris sa position, et a enfin été élu dans l'équipe des étoiles comme voltigeur. 

### Cubs de Chicago

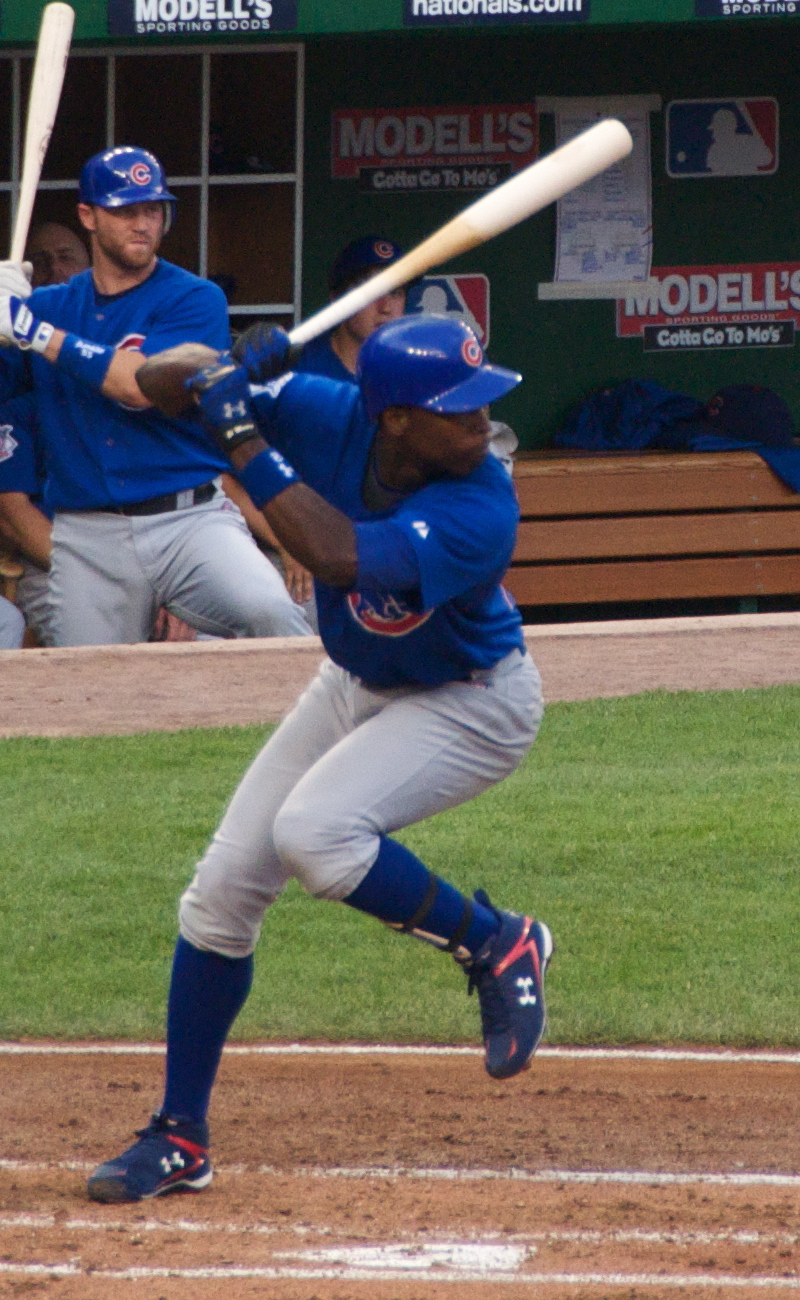
Soriano en 2009 avec les Cubs de Chicago.

Le 20 novembre 2006, Soriano signe un contrat de 8 saisons avec les Cubs de Chicago pour un total de 136 millions de dollars. Le contrat, qui contient une clause de non échange, est fréquemment cité dans les années suivantes comme l'un des pires accordés par la franchise puisque Soriano prend de l'âge, ne produit plus au même rythme, est blessé fréquemment, et évolue pour une équipe qui dégringole au classement et a peu d'espoirs de remporter un championnat,,. Il s'agit du plus onéreux contrat accordé par la franchise des Cubs.
En 2011, Soriano frappe au moins 20 coups de circuits pour une dixième saison consécutive. Il est le troisième joueur des Cubs à avoir accompli l'exploit à ses cinq premières saisons avec l'équipe après Hack Wilson et Andre Dawson, ce dernier ayant allongé cette séquence à six saisons. Soriano complète l'année avec 26 longues balles et 88 points produits, son plus haut total depuis son arrivée à Chicago.
À 36 ans, Soriano connaît une bonne saison 2012 avec 32 circuits, 147 coups sûrs et 108 points produits. Il s'agit de son record de points produits en une année et de sa meilleure saison depuis 2007 dans les deux autres catégories statistiques.

### Retour chez les Yankees
Le 26 juillet 2013, les Cubs échangent Soriano aux Yankees de New York contre le lanceur des ligues mineures Corey Black et en acceptant de continuer à payer une partie de son contrat expirant à la fin de la saison 2014. Il frappe 17 circuits et produit 51 points en 58 parties pour les Yankees, complétant sa saison 2013 avec 34 longues balles, son plus haut total depuis 2006, et 101 points produits. C'est la 4e fois de sa carrière et la 2e année de suite que Soriano dépasse les 100 points produits. Il réussit de plus 18 buts volés dans la saison, les 10 premiers chez les Cubs.
De retour chez les Yankees en 2014, Soriano frappe 6 circuits et produit 23 points en 67 matchs, mais sa moyenne au bâton n'est que de ,221. De plus, sa moyenne de présence sur les buts est très faible (,244), il ne vole qu'un but et sa moyenne de puissance plafonne à ,367. Le joueur de 38 ans est libéré de son contrat par les Yankees le 14 juillet 2014. Il annonce sa retraite le 5 novembre 2014.